# Sun (jednostka miary)

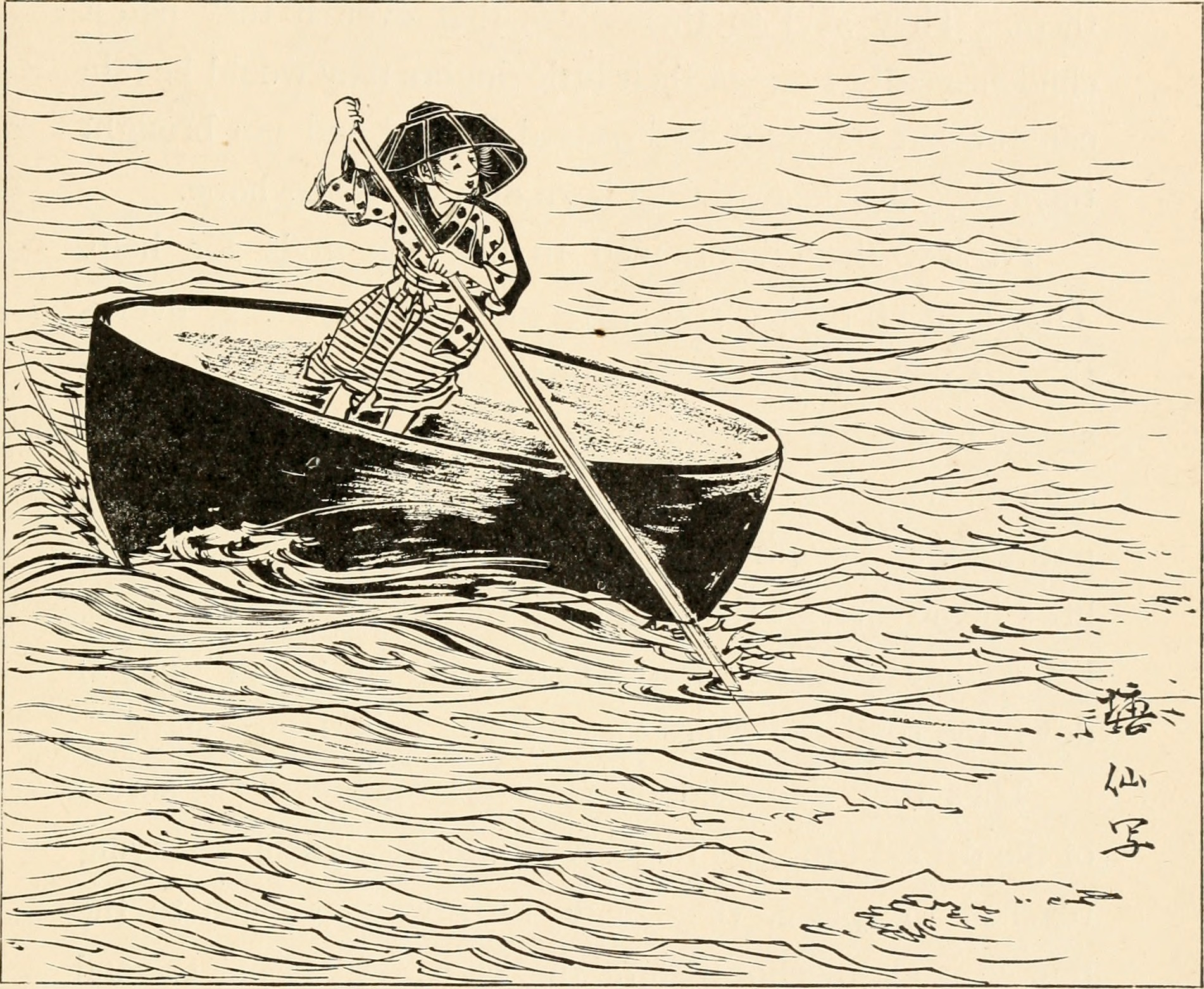
Issun-bōshi w małej miseczce pokrytej laką; ilustracja z „Buddha's crystal and other fairy stories” (1908)

Sun (jap. 寸) – tradycyjna japońska jednostka miary, równa około 3,03 cm. 
W odniesieniu do innych jednostek
1 sun = 10 bu
10 sun = 1 shaku
Ciekawostka
Bohaterem jednej z dawnych baśni japońskich, zamieszczonej w ilustrowanej książce gatunku otogi-zōshi (popularnego od okresu Muromachi-Ashikaga (1336–1573) do początków okresu Edo (1603–1868) jest Issun-bōshi (w wolnym tłumaczeniu odpowiednik Tomcia Palucha, ang. Tom Thumb). 